# Andrew Granville
Andrew James Granville (7 settembre 1962) è un matematico britannico, attivo nel campo della teoria dei numeri.
È stato professore all'Università della Georgia dal 1991 al 2002, anno in cui si è trasferito all'Università di Montréal.
Ha conseguito il suo bachelor of arts nel 1983 ed il Certificate of Advanced Studies nel 1984 dal Trinity College, Università di Cambridge. Ha ricevuto il suo dottorato di ricerca dalla Queen's University nel 1987 e ha fatto il suo ingresso nella Royal Society of Canada nel 2006.
Si occupa principalmente di teoria dei numeri, nello specifico di teoria dei numeri analitica. Con Carl Pomerance e W. R. (Red) Alford ha dimostrato l'esistenza di infiniti numeri di Carmichael nel 1994, attraverso una dimostrazione basata su una congettura di Paul Erdős.
Ha vinto il Lester R. Ford Award nel 2007 e nel 2009. Nel 2008 ha ricevuto il Premio Chauvenet dalla Mathematical Association of America per il suo lavoro "It is easy to determine whether a given integer is prime". Dal 2012 è membro della American Mathematical Society.